# Greg Whittington
Greg Whittington, né le 7 février 1993 à Columbia dans le Maryland, est un joueur américain de basket-ball évoluant au poste d'ailier fort.

## Biographie
Le 24 novembre 2020, il signe un contrat two-way avec les Nuggets de Denver. Il est coupé le 8 avril 2021.